# 大橋訥庵

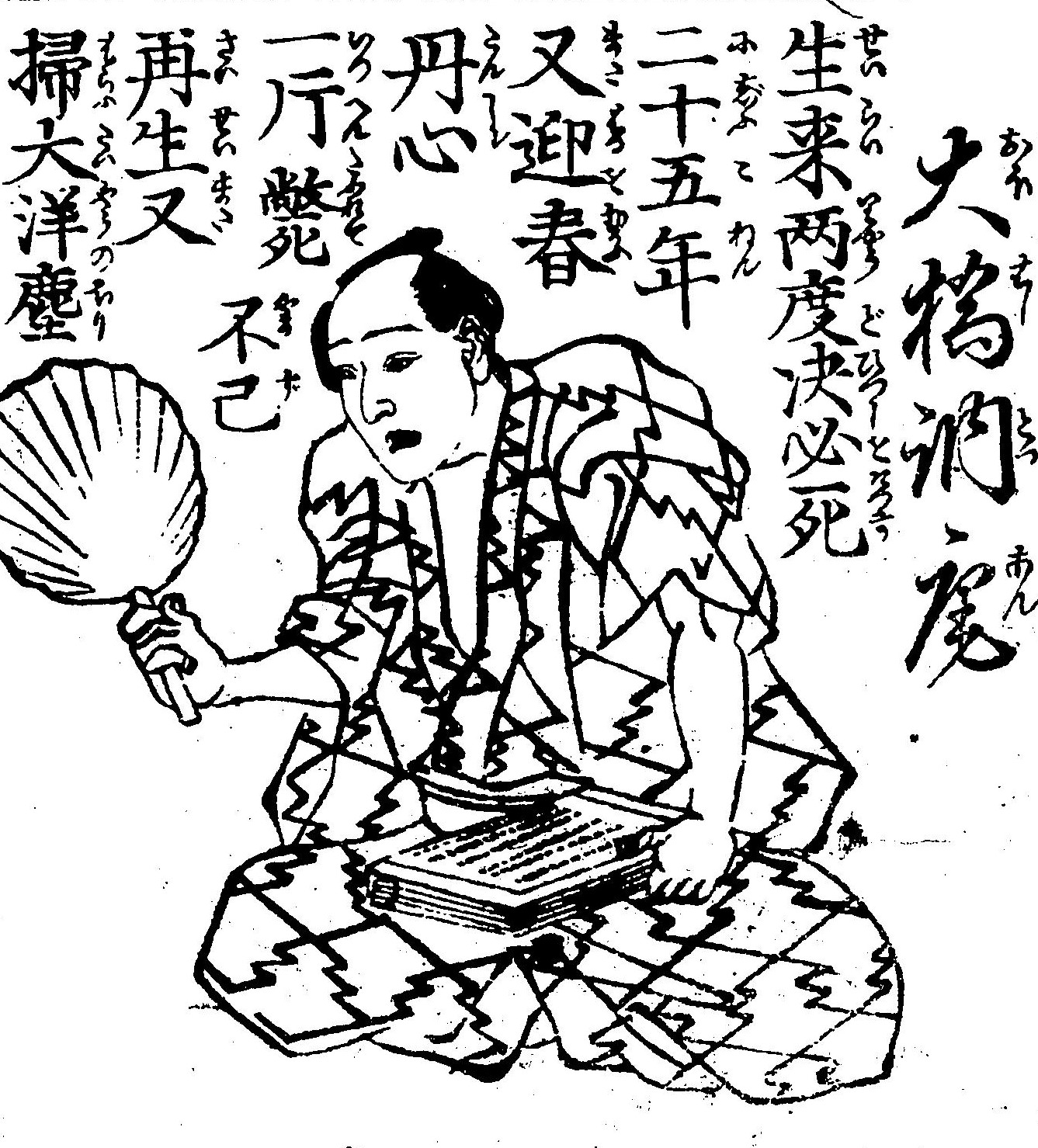
大橋訥庵

大橋 訥庵（おおはし とつあん、文化13年〈1816年〉 - 文久2年7月12日〈1862年8月7日〉）は、江戸時代後期の儒学者、尊王論者。諱は正順、通称は順蔵、字は周道、訥庵は号で「とっつあん(父っつあん)」の言葉に洒落て漢字を宛てたもの。坂下門外の変を計画した人物であり、幕末の尊王攘夷運動に大きな影響を及ぼした。

## 生涯

### 生い立ち
文化13年（1816年）、長沼流兵学者の清水赤城の四男として生まれる。当初、母方の親族である信濃飯山藩士の酒井力蔵の養子となるが後に離縁している。天保6年（1835年）、儒学者の佐藤一斎に師事する。天保12年（1841年）、江戸日本橋の豪商佐野屋大橋淡雅の娘巻子と結婚し大橋姓を名乗る。同年、日本橋において思誠塾を開き、子弟に儒学を指導する。訥庵による指導は好評で、嘉永3年（1850年）には下野宇都宮藩主・戸田忠温の招きにより、月1回江戸藩邸において儒学を教授した。

### 攘夷論への傾倒
嘉永6年（1853年）の黒船来航以降、訥庵の尊王攘夷論は過激になっていく。外夷を打ち払うことを幕府に建言し、全国的に注目されるようになった。嘉永6年10月、徳川斉昭に「隣疝臆議」を送り、攘夷の所論の実行を迫る。安政3年（1856年）には思誠塾を小梅村（現在の東京都墨田区向島）へ移転した。これは前年の安政の大地震により塾が倒壊したためである。安政4年（1857年）には『闢邪小言』を刊行し、この中で朱子学の立場から西洋文明を厳しく批判し、多くの人々の共感を得ることとなった。安政5年（1858年）、安政の大獄において処刑された儒学者の頼三樹三郎の遺体が埋葬もされずに打ち捨てられていることを見かね、門弟とともに小塚原刑場まで行き、三樹三郎の遺体を棺に納め埋葬している。

### 安藤老中への憎悪
安政7年（1860年）、大老の井伊直弼が江戸城桜田門外において水戸藩の浪士に暗殺される（桜田門外の変）。直弼暗殺後に幕府の最高実力者となった老中安藤信正は公武合体の実現のため、孝明天皇の妹和宮と14代将軍徳川家茂との婚姻を画策する。訥庵はこの婚姻に強硬に反対し、討幕を企てるようになる。文久元年（1861年）9月5日、門弟の椋木八太郎は訥庵の作成した「政権恢復秘策」を上奏するために京へ向かった。秘策の中で、訥庵は公武合体に否定的な見解を示し、朝廷には攘夷の勅命を出すことを要請している。
同月、訥庵は宇都宮の児島強介を水戸へ赴かせる。外国人を襲撃して幕府を混乱させ、公武合体を頓挫させることを訥庵は意図しており、水戸藩の志士に外国人襲撃の協力を求めるものであった。これに対し、水戸藩の激派からは宇都宮藩の志士と協力して老中安藤信正を暗殺したい旨の回答があった。強介は訥庵に水戸側の回答を伝える。訥庵としては老中暗殺は時期尚早であり、朝廷からの「政権恢復秘策」の回答を得てから判断したいと考えていた。結果として、訥菴の秘策は朝廷に採用されることはなく、10月18日には和宮の降嫁が勅許される。
11月6日にはプロシアとの条約交渉を行っていた元外国奉行堀利煕が突然謎の自刃を遂げた事件があったが、これに事寄せて堀の安藤に対するという諫言の書と称する偽書を捏造して尊攘派の間に回覧し、堀が安藤への抗議の自害をしたとの世論を醸成した。

### 挙兵計画
これと前後して、訥庵は門弟とともに輪王寺宮（当時の輪王寺宮は有栖川宮慈性入道親王）を擁立して攘夷の兵を挙げることを画策している。しかし十分な人数が集まらず計画を中止するに至った。これは水戸側に挙兵よりも老中暗殺を優先させたい意向が強く働いたためである。ここに至って、訥庵は老中暗殺に向けて計画を立てることとした。当初、決行日を同年12月15日に定めたが、12月12日に水戸側からの延期の要請があり決行日を12月28日に延期した。12月22日、訥庵の義弟の菊池教中が児島強介に訥庵あての書状を託している。書状の中で、教中は老中暗殺後に生き残った志士がおればその者に会津藩邸に直訴させて会津藩に攘夷の協力を求めることを提案している。訥庵はこの提案に反対し、老中暗殺が成功するか否かに関わらず襲撃後に全員自決する覚悟がなければ計画が成功するはずがないと教中あての返書で述べ、強介に返書を託した。12月26日、訥庵は宇都宮藩の志士と会談し、決行を年明けに延期し、老中暗殺後に朝廷に使者を送って攘夷の勅命を出すことを要請、一橋慶喜を擁立して日光山にて挙兵することを確認している。

### 坂下門外の変
年が明けて、文久2年（1862年）1月8日、訥庵は一橋家近習の山本繁太郎に慶喜への上書取次を依頼する。繁太郎は幕府に密告したため、一連の計画が幕府の知るところとなる。1月12日、訥庵は南町奉行に逮捕され、翌1月13日には思誠塾が幕府によって捜索を受けている。訥庵が逮捕されたことを受け、ついに1月15日に志士6名は江戸城坂下門外において老中安藤信正を襲撃する。信正を負傷させたものの殺害には至らず、志士6名はいずれもその場で斬殺された（坂下門外の変）。
坂下門外の変以降、訥庵に関係する人々は次々と幕府に逮捕されていく。伝馬町の獄舎の環境は劣悪で、同志の中には獄死する者が相次いだ。宇都宮藩家老間瀬和三郎らによる赦免運動により、同年7月8日に訥庵は出獄し宇都宮藩邸に預けられる。しかし、7月12日早朝にその生涯を終えた。47歳没。死因は毒殺であったという。谷中天王寺の大橋家墓地に葬られる。明治24年（1891年）、従四位を追贈される。

## 斬奸趣意書
同志の一人、川辺左次衛門は襲撃に間に合わず、長州藩邸に行き斬奸趣意書を桂小五郎（木戸孝允）に渡して自刃した。左次衛門が持参していた斬奸趣意書は椋木八太郎が起草し、訥庵が添削したものとされる。この中で、安藤老中の政策は外国に屈するばかりで朝廷を軽んじ、暴政ばかりである、このままでは亡国は明らかであるので安藤老中を斬殺する、幕府には攘夷を行い、万民の困窮を救うことを望む旨が述べられている。

## 著作
- 『隣疝臆議』
- 『元寇紀略』
- 『闢邪小言』

## 家族
- 父:清水赤城（正徳） ‐ 長沼流兵学者。[35]
- 母:常子 ‐ 高田藩医・安平玄孝の娘
- 義父（岳父）:大橋淡雅（初代菊池幸兵衛（孝兵衛）[35]、知良、長四郎、東海）（1789年 - 1853年） ‐ 日本橋の豪商。医師・大橋英斎の子として生まれ、宇都宮の商家「佐野屋」（菊池家）の婿養子となり、佐野屋長四郎を名乗って日本橋で呉服太物商を始め、財を成した[36]。淡雅は菊池家の婿養子だが、結婚後も実家の大橋姓を名乗り続けた。また、若い頃学者を志したが果たせなかったため、自分の嗣子は学者から迎えたいと考えていた[3]。そのため儒学者である訥庵が長女巻子の婿養子に迎えられたのだという[3]。なお、佐野屋は長男菊池教中に継がせている[3]。
- 義母:菊池民子（1795年 - 1864年） ‐ 宇都宮の豪商・菊地治左衛門(佐野屋)の娘。
- 妻:大橋巻子（1824年 - 1881年） ‐ 淡雅の長女
- 長女・誠 ‐ 儒者・大橋陶庵の妻。陶庵は佐藤一斎の孫。
- 義弟:菊池教中（1828年 - 1862年） ‐ 淡雅の子。

## 登場作品
- 天皇の世紀（テレビドラマ、朝日放送、1971年、演：伊豆肇）
- 青天を衝け（大河ドラマ、NHK、2021年、演：山崎銀之丞）

## 関連書籍
- 寺田剛『大橋訥菴先生伝』至文堂 1936年、慧文社 2006年
- 小池喜明『大橋訥菴 日本「商人国」批判と攘夷論』ぺりかん社 1999年